# Баба Діара
Баба Діара (фр. Baba Diawara, нар. 5 січня 1988, Дакар) — сенегальський футболіст, нападник клубу «Мохун Баган». Виступав, зокрема, за клуб «Марітіму».

## Клубна кар'єра

### Ранні роки
Народився в Дакарі. Футбольну кар'єру розпочав 2006 року у клубі «Жанна д'Арк», який виступав у Прем'єр-лізі Сенегалу. У команді провів один сезон, взявши участь у 24 матчах чемпіонату.

### «Марітіму»
У 19-річному віці завдяки дружбі з колишнім футболістом Полом Тісдейлом перебрався до португальського «Марітіму». Швидко став основним гравцем у другій команді й наприкінці сезону 2007/08 років почав допускатися до головної клубної команди, у складі якої дебютував по ходу другого тайму нічийного (1:1) домашнього поєдинку Прімейра-Ліги проти «Ештрели» (Амадора). 
Наступного літа переведений до першої команди, у сезоні 2008/09 років відзначився 10 голами у 25 матчах. Завдяки прекрасній ігровій формі сенегальцем зацікавилися декілька клубів, у тому числі й «Спортінг», грецький «Олімпіакос» та шотландський «Гарт оф Мідлотіан», проте останній з вище вказаних клубів відмовився від підписання гравця через вартість переходу в розмірі 2,5 мільйона фунтів стерлінгів (близько 2,75 мільйона євро). 
У сезоні 2010/11 років відзначився 11 голами, а «Марітіму» фінішував у чемпіонаті на 9-у місці. Найближчим до підписання Баби у серпні 2011 року був «Селтік», проте в останній день трансферного вікна угода зірвалася, оскільки сенегалець не зміг отримати візу на роботу в Англії.
У першій половині сезону 2011/12 років відзначився 10 голами в 15 матчах, у тому числі й на останніх хвилинах переможного (3:2) поєдинку проти «Спортингу». У тому сезоні з 9 забитими м'ячами (в 13 матчах) в Лізі-Сагреш став другим найкращим бомбардиром чемпіонату.

### «Севілья»
17 січня 2012 року підписав 4,5-річний контракт з «Севільєю». Вартість переходу склала 3 500 000 євро. 23 січня 2012 року представлений вболівальникам «Севільї» як новачок клубу. У Ла-Лізі дебютував 29 січня, замінивши Хосе Антоніо Реєса наприкінці програного (1:2) поєдинку проти «Малаги». Дебютним голом у футболці «Севільї» відзначився 3 березня в поєдинку проти мадридського «Атлетіко» на стадіоні Рамон Санчес Пісхуан. Діара замінив у першому таймі травмованого Альваро Негредо. 
17 квітня 2012 року в переможному (2:0) товариському поєдинку, присвяченому відкриттю Національного стадіону в Варшаві, проти «Легії» відзначився голом.
5 травня відзначився 2 голами в переможному (5:2) поєдинку останнього поєдинку сезону проти «Райо Вальєкано». Наступного сезону в стартовому складі на поле не виходив, з'являючись на полі лише з лави запасних.
У липні 2013 року Діара став одним з трьох гравців «Севільї», які вважали вимоги Унаї Емері завищеними. 19 серпня відправився в оренду до іспанського «Леванте» до завершення сезону 2013/14 років. У футболці нового клубу провів 20 матчів в іспанському чемпіонаті, в яких відзначився 3 голами. По завершенні оренди повернувся до «Севільї». 
Напередодні старту сезону 2014/15 років відправився в оренду з правом викупу до «Хетафе». 

### «Аделаїда Юнайтед»
У червні 2015 року «Севілья» розірвала контракт з Діара. Після цього відіграв півтора сезону в «Марітіму», у 9-и зіграних матчах не відзначився жодним голом. У лютому 2017 року приєднався до «Аделаїди Юнайтед» з австралійської A-Ліги.

### «Мохун Баган»
У лютому 2019 року підписав 1-річний контракт з представником І-Ліги ФК «Мохун Баган».

## Статистика виступів

### Клубна
| Клуб              | Сезон             | Ліга  | Ліга | Ліга         | Кубок | Кубок | Кубок        | Кубок ліги | Кубок ліги | Кубок ліги   | Єврокуби | Єврокуби | Єврокуби     | Загалом | Загалом | Загалом      |
| Клуб              | Сезон             | Матчі | Голи | Гольові паси | Матчі | Голи  | Гольові паси | Матчі      | Голи       | Гольові паси | Матчі    | Голи     | Гольові паси | Матчі   | Голи    | Гольові паси |
| ----------------- | ----------------- | ----- | ---- | ------------ | ----- | ----- | ------------ | ---------- | ---------- | ------------ | -------- | -------- | ------------ | ------- | ------- | ------------ |
| «Марітіму»        | 2007/2008         | 4     | 0    | 0            | 0     | 0     | 0            | −          | −          | −            | −        | −        | −            | 4       | 0       | 0            |
| «Марітіму»        | 2008/2009         | 25    | 10   | 3            | 2     | 0     | 1            | 2          | 0          | 1            | −        | −        | −            | 29      | 10      | 5            |
| «Марітіму»        | 2009/2010         | 30    | 6    | 6            | 3     | 2     | 0            | 2          | 1          | 0            | −        | −        | −            | 35      | 9       | 6            |
| «Марітіму»        | 2010/2011         | 29    | 11   | 5            | 2     | 1     | 0            | 1          | 0          | 0            | 6        | 2        | 3            | 38      | 14      | 8            |
| «Марітіму»        | 2011/2012         | 15    | 10   | 2            | 4     | 1     | 0            | 3          | 4          | 0            | −        | −        | −            | 22      | 15      | 2            |
| «Марітіму»        | Загалом           | 103   | 37   | 16           | 11    | 4     | 1            | 8          | 5          | 1            | 6        | 2        | 3            | 128     | 48      | 21           |
| «Севілья»         | 2011/2012         | 11    | 3    | 0            | 0     | 0     | 0            | 0          | 0          | 0            | −        | −        | −            | 11      | 3       | 0            |
| «Севілья»         | 2012/2013         | 19    | 0    | 0            | 4     | 1     | 1            | 0          | 0          | 0            | −        | −        | −            | 23      | 1       | 1            |
| «Севілья»         | Загалом           | 30    | 3    | 0            | 4     | 1     | 1            | 0          | 0          | 0            | 0        | 0        | 0            | 34      | 4       | 1            |
| «Леванте»         | 2013/2014         | 20    | 3    | 2            | 0     | 0     | 0            | 0          | 0          | 0            | −        | −        | −            | 20      | 3       | 2            |
| «Леванте»         | Загалом           | 20    | 3    | 2            | 0     | 0     | 0            | 0          | 0          | 0            | 0        | 0        | 0            | 20      | 3       | 2            |
| «Хетафе»          | 2014/2015         | 21    | 1    | 1            | 2     | 0     | 0            | 0          | 0          | 0            | −        | −        | −            | 23      | 1       | 1            |
| «Хетафе»          | Загалом           | 21    | 1    | 1            | 2     | 0     | 0            | 0          | 0          | 0            | 0        | 0        | 0            | 23      | 1       | 1            |
| «Марітіму»        | 2015/2016         | 16    | 4    | 0            | 0     | 0     | 0            | 3          | 1          | 0            | −        | −        | −            | 19      | 5       | 0            |
| «Марітіму»        | 2016/2017         | 6     | 0    | 0            | 0     | 0     | 0            | 0          | 0          | 0            | −        | −        | −            | 6       | 0       | 0            |
| «Марітіму»        | Загалом           | 22    | 4    | 0            | 0     | 0     | 0            | 3          | 1          | 0            | 0        | 0        | 0            | 25      | 5       | 0            |
| Усього за кар'єру | Усього за кар'єру | 196   | 48   | 19           | 17    | 5     | 2            | 11         | 6          | 1            | 6        | 2        | 3            | 230     | 61      | 25           |

## Досягнення

### Клубні
«Аделаїда Юнайтед»
- Кубок Австралії
  -  Володар (1): 2018